# Lycée Shimizudani
Le lycée préfectoral de Shimizudani (大阪府立清水谷高等学校, Osaka Furitsu Shimizudani Kōtōgakkō) est une école secondaire publique prestigieuse, située dans l'arrondissement Tennōji-ku, à Osaka, au Japon.

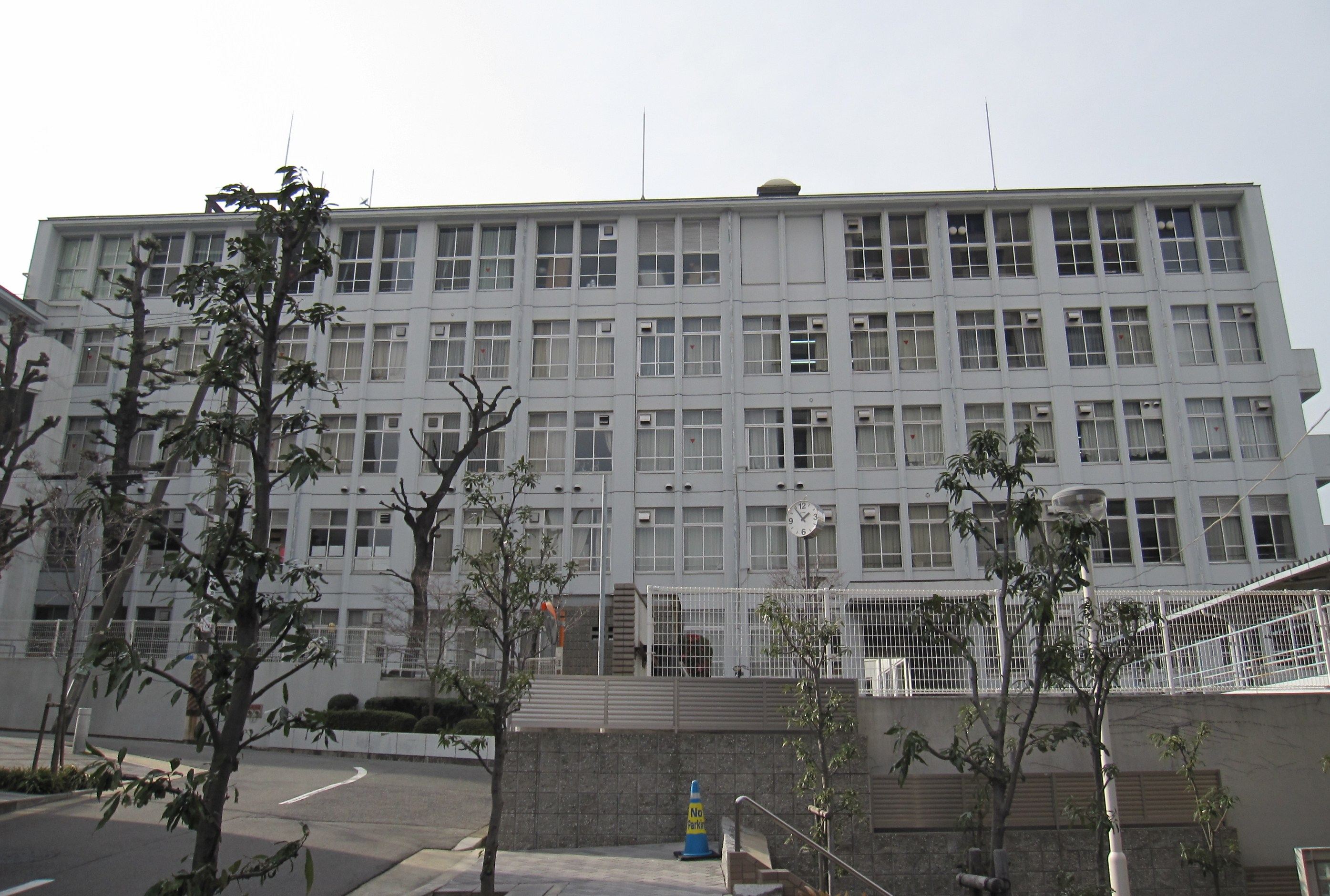
Façade extérieure du lycée Shimizudani (Osaka)

## Aperçu
Shimizudani est l'une des plus anciennes écoles secondaires à Osaka avec une histoire de plus de 100 ans. L'école a été fondée en 1900, et nommée comme première école secondaire pour filles de la préfecture d'Osaka (大阪府第一高等女學校).
Le nom Shimizudani vient des noms shimizu (清水, ce qui signifie « eau pure » ou « ruisseau limpide ») et tani (谷, qui signifie « vallée », ici prononcé dani).
Le lycée Shimizudani est situé sur la partie nord du plateau d'Uemachi, au sud-ouest du château d'Osaka, et au sud du palais de Naniwa Nagara-Toyosaki.  
Shimizudani était une école prestigieuse pour les jeunes femmes de la classe supérieure. Par exemple, parmi les diplômées célèbres de cette école, on compte Kawashima Itoko (la grand-mère de la princesse Akishino; grand-mère du prince Hisahito de Akishino), Tanizaki Matsuko (épouse de Jun'ichirō Tanizaki, et son modèle dans le roman Les Sœurs Makioka, un portrait de la vie quotidienne de la classe supérieure du Kansai). Plus de 30 000 personnes sont diplômées de Shimizudani.
Shimizudani est à l'origine de l'uniforme scolaire à Osaka. L'uniforme de style marin (sailor fuku) est appelé Shimizudani blue, et conçu avec trois lignes de blanc brillant sur un col bleu clair. Le Shimizudani blue est très populaire au Japon, et est apparu plusieurs fois dans des séries télévisées asadora (dorama du matin) sur NHK. Miho Kanno, Juri Ueno, Satomi Ishihara ont porté le Shimizudani blue.

## Histoire

### Bref historique
Shimizudani est un symbole de l'éducation des filles au Japon.
Au début de l’ère Meiji (明治時代, Meiji jidai), l’éducation des filles au Japon avait un niveau faible. Cela a changé avec la loi sur les lycées féminins en février 1899. Dans la préfecture d'Osaka, il fut décidé d'ouvrir l’école Shimizudani.
Ōmura Chujiro décrit comme « l'incarnation de éducation des filles au Japon » a pris ses fonctions en tant que premier directeur de l’école. Nagai Koji est devenu professeur de musique. Son manuel est devenu un livre standard pour tous les lycées féminins au Japon. Nagai a plus tard fondé l'école de musique d'Osaka (future université de musique d'Osaka).
Plusieurs célébrités japonaises ont coopéré et donné des conférences, y compris Ōkuma Shigenobu (le 8e et le 17e Premier ministre du Japon) et Shibusawa Eiichi (connu comme le « père du capitalisme japonais »).
La popularité de Shimizudani était très élevée, et des étudiants ne pouvaient pas y entrer. Les anciens élèves de l’école (l'organisation Seiyukai) ont fondé une école sœur, le lycée Seiyu à Yao, Osaka.

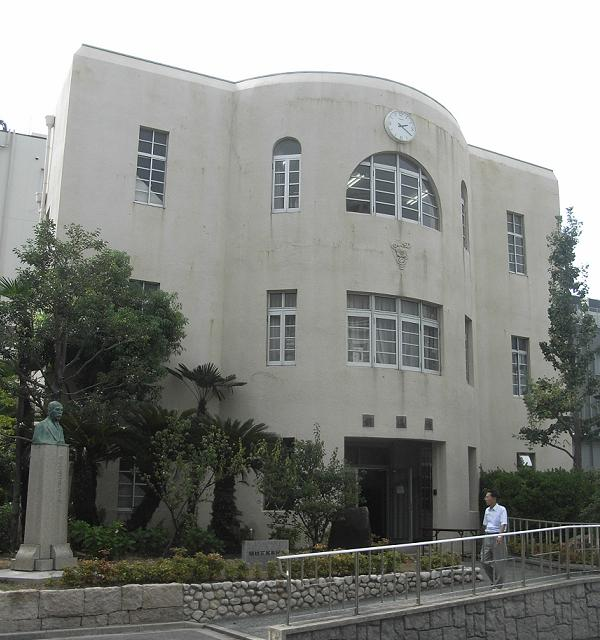
Le Saibikan a été construit en béton armé, en 1925, pour servir de Hall des anciens étudiants de Shimizudani. Le buste dans le coin inférieur gauche représente le premier directeur, Chujiro Omura.

### Tableau chronologique
- 1900 (33e année de Meiji (明治, Meiji?)) : fondation de l’école.
- 1901 : changement de nom. Le baron Takaki Kanehiro donne une conférence.
- 1903 : début de l'organisation des anciens élèves Seiyukai
- 1906 : Ōkuma Shigenobu le 8e et 17e Premier ministre du Japon, Chikaaki Takasaki, le gouverneur d'Osaka, Kenjiro Yamakawa, ancien président de l'université impériale de Tokyo, donnent des conférences.
- 1907 : Construction du Saibikan
- 1911 : Shibusawa Eiichi donne une conférence.
- 1916 : Établissement du lycée artistique féminin d'Osaka
- 1926 : Wakatsuki Reijirō, le premier ministre du Japon, donne une conférence
- 1927 (2e année de Taisho (大正, Taisho?)) : Benito Mussolini envoie un message manuscrit pour la Shimizudani.
- 1930 : Junnosuke Inoue, le ministre des Finances, donne une conférence.
- 1931 : Inazō Nitobe, le sous-secrétaire général de la Société des Nations, donne une conférence.
- 1933 : Inazō Nitobe donne une conférence à nouveau.
- 1944 : Le hall Saibikan est utilisé comme salle de classe par l’école pédagogique d'Osaka (partie de l'université impériale d'Osaka).
- 1995 : Le nouveau bâtiment de l'école est terminé.

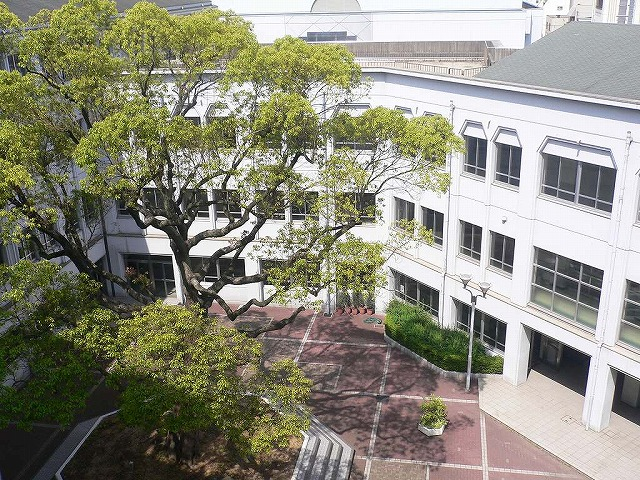
Lycée Shimizudani

## Anciens étudiants

### Personnalités politiques
- Takashi Yamamoto (山本 孝史, Yamamoto Takashi?), du Parti démocrate du Japon, membre de la Chambre des conseillers (pouvoir législatif).

### Universitaires
- Shuzo Isobe (磯部 琇三, Isobe Shuzo?), professeur adjoint à l'Observatoire astronomique national du Japon.
- Akira Oda (小田 章, Oda Akira?), président de l'université de Wakayama.
- Fumiko Seo (瀬尾 芙巳子, Seo Fumiko?), docteur, professeur émérite de l'université de Kyoto (Institut de recherche économique).

### Arts
- Takamitsu Azuma (東 孝光, Azuma Takamitsu?), architecte.

### Littérature
- Matsuko Tanizaki (谷崎 松子, Tanizaki Matsuko?), femme de Jun'ichirō Tanizaki.
- Seishi Tsukamoto (塚本 靑史, Tsukamoto Seishi?), auteur de romans historiques sur la Chine.

### Divertissements
- Yukihiro Okimura (沖村 志宏, Okimura Yukihiro?), directeur de la photographie.
- Etsushi Toyokawa (豊川 悦司, Toyokawa Etsushi?), acteur.
- Tsuyoshi Kida (きだ つよし, Kida Tsuyoshi?), acteur, scénariste de Kamen Rider Hibiki.

### Sports
- Etsuo Kamakura (鎌倉 悦子, Kamakura Etsuo?), plongeuse aux Jeux olympiques d'été de 1932.

### Autres
- Itoko Kawashima (川嶋 紀子, Kawashima Itoko?), grand-mère de la princesse Akishino (arrière-grand-mère du prince Hisahito de Akishino). Fille de Shiro Ikegami (le 6e maire d'Osaka).